# Central Embassy
Das Central Embassy ist ein Einkaufszentrum in Pathum Wan, Bangkok, das von der Central Group verwaltet wird.

## Galerie
Das Einkaufszentrum, das in seiner Form an das Unendlichzeichen angelehnt ist, wurde von Amanda Levete entworfen.

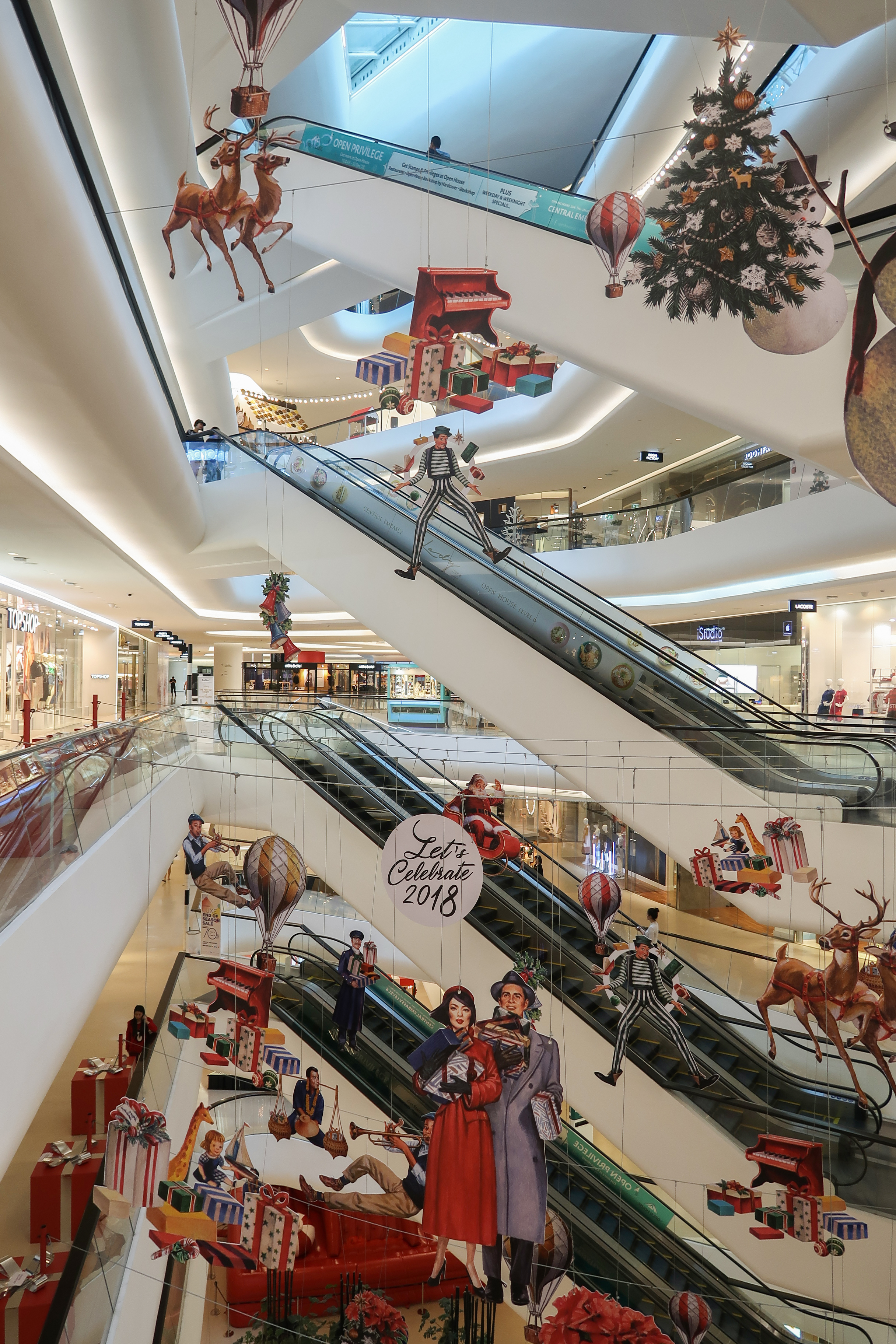
Atrium
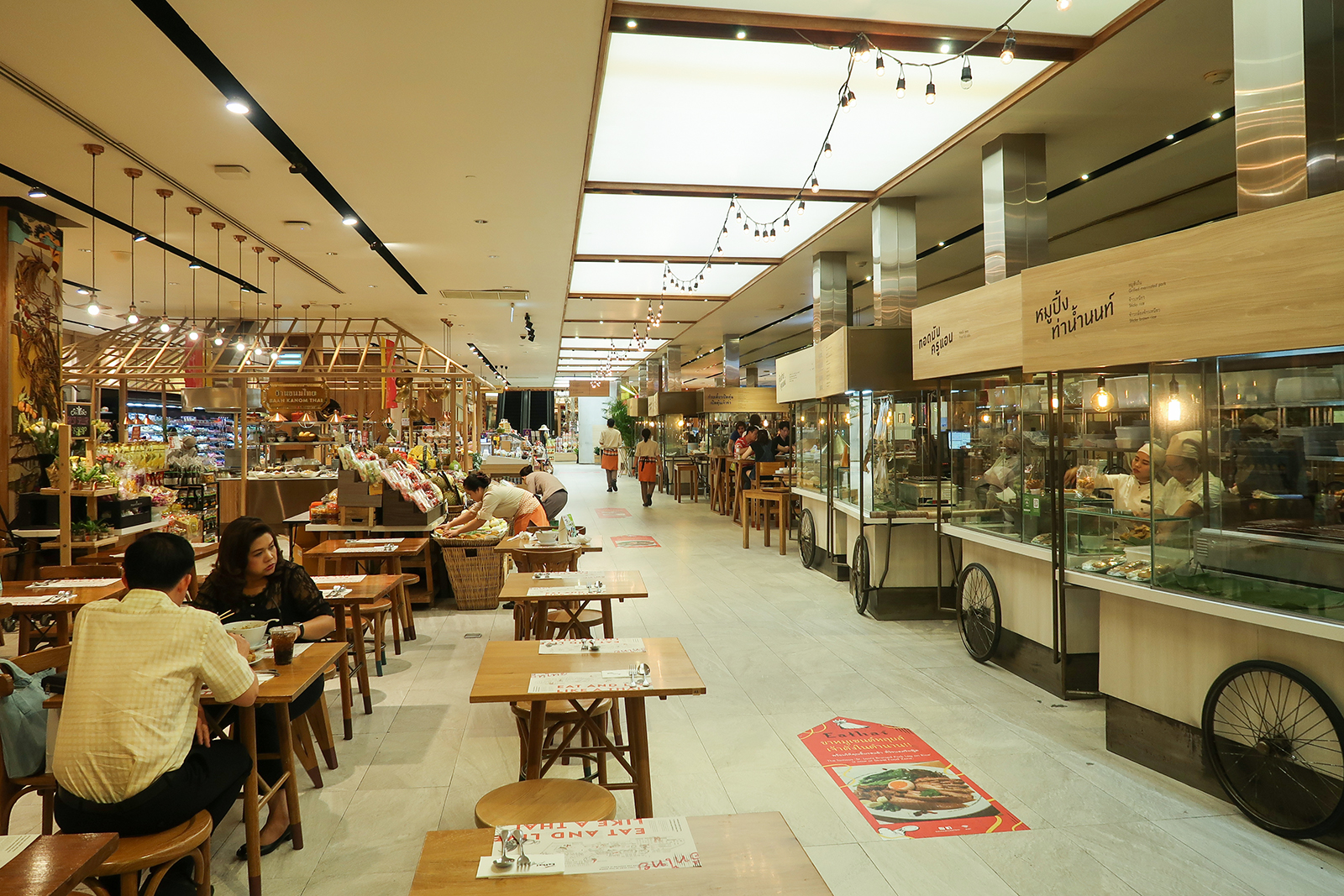
Restaurantbereich im Erdgeschoss
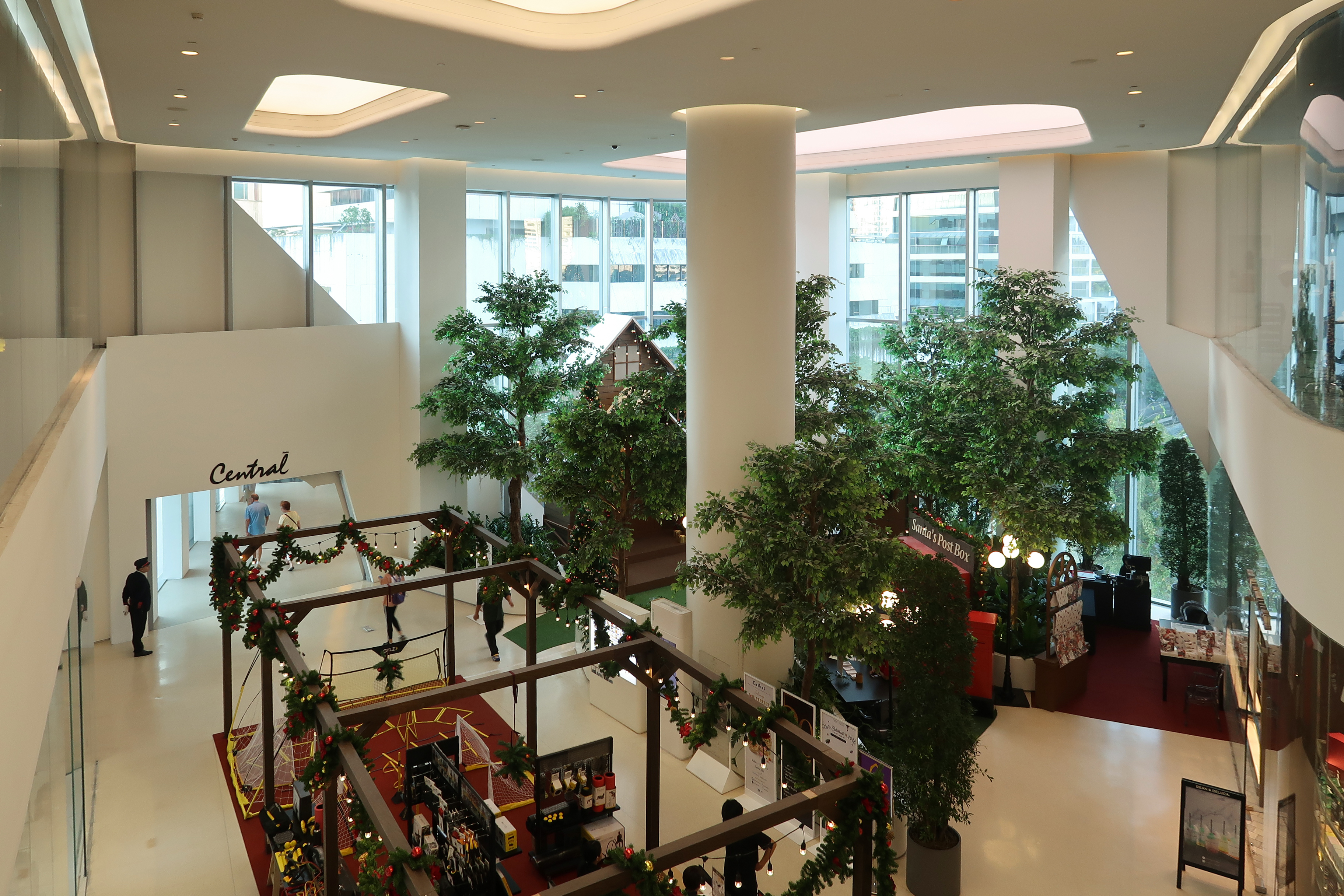
Ebene 2
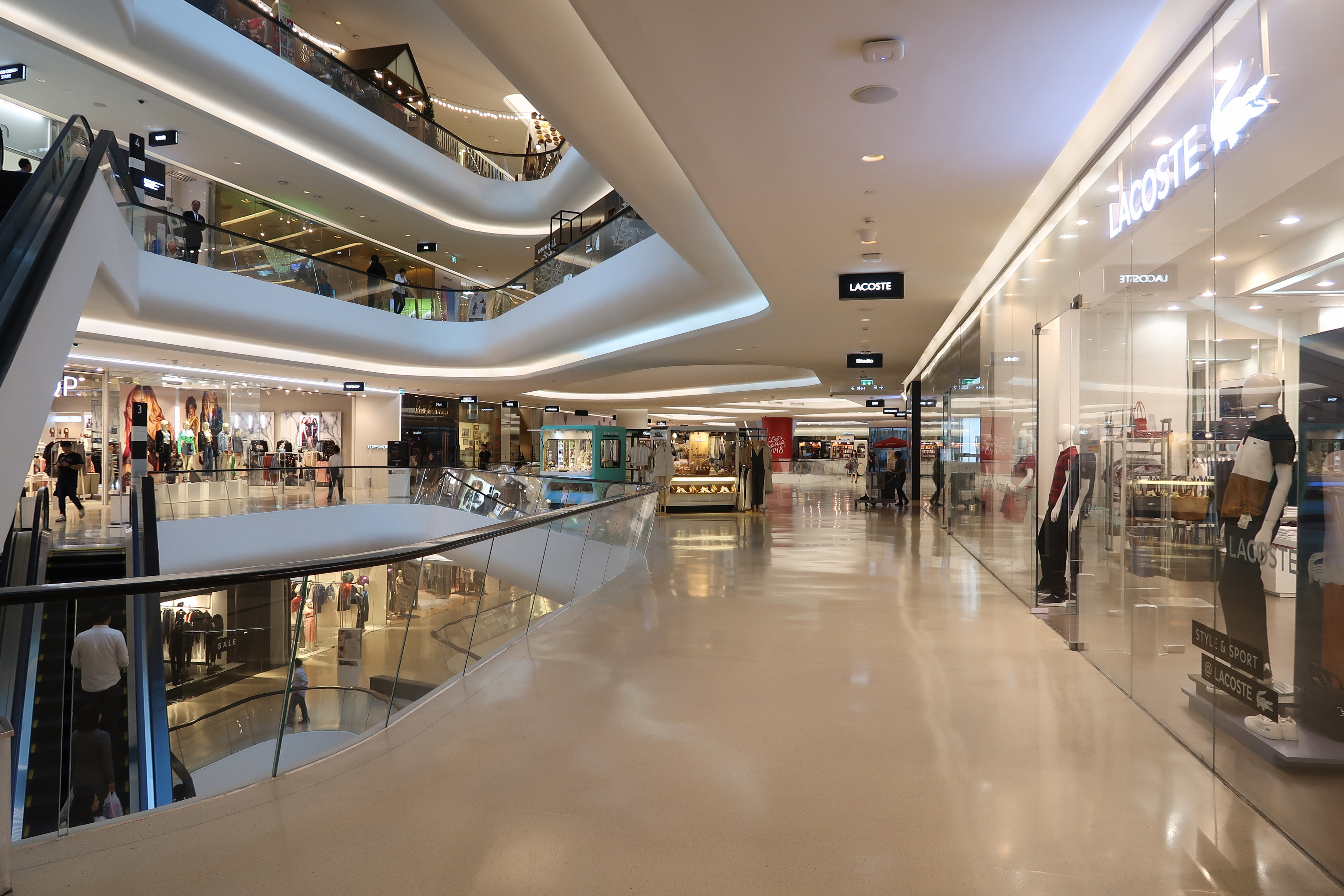
Ebene 3
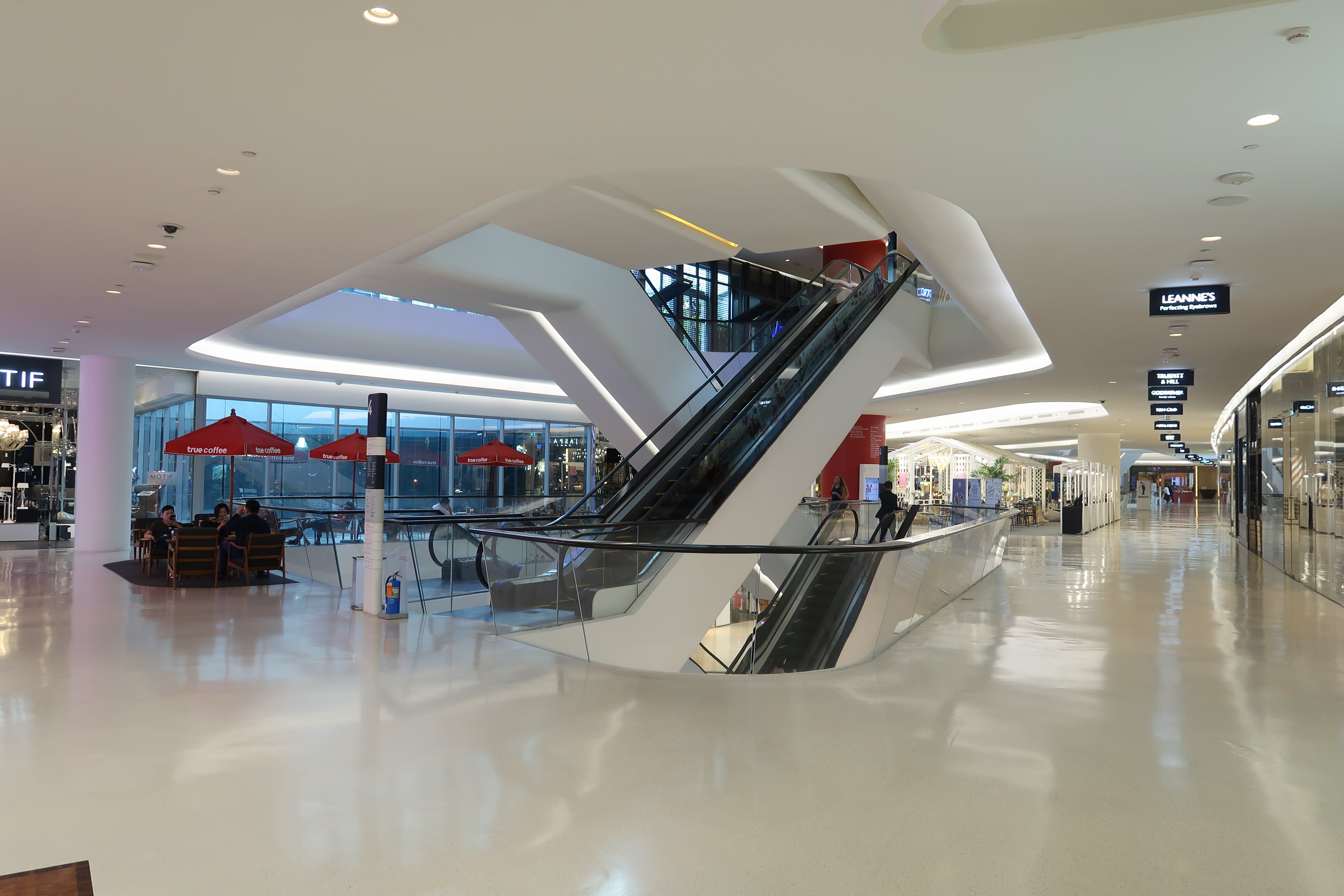
Ebene 4